# Gryfskand

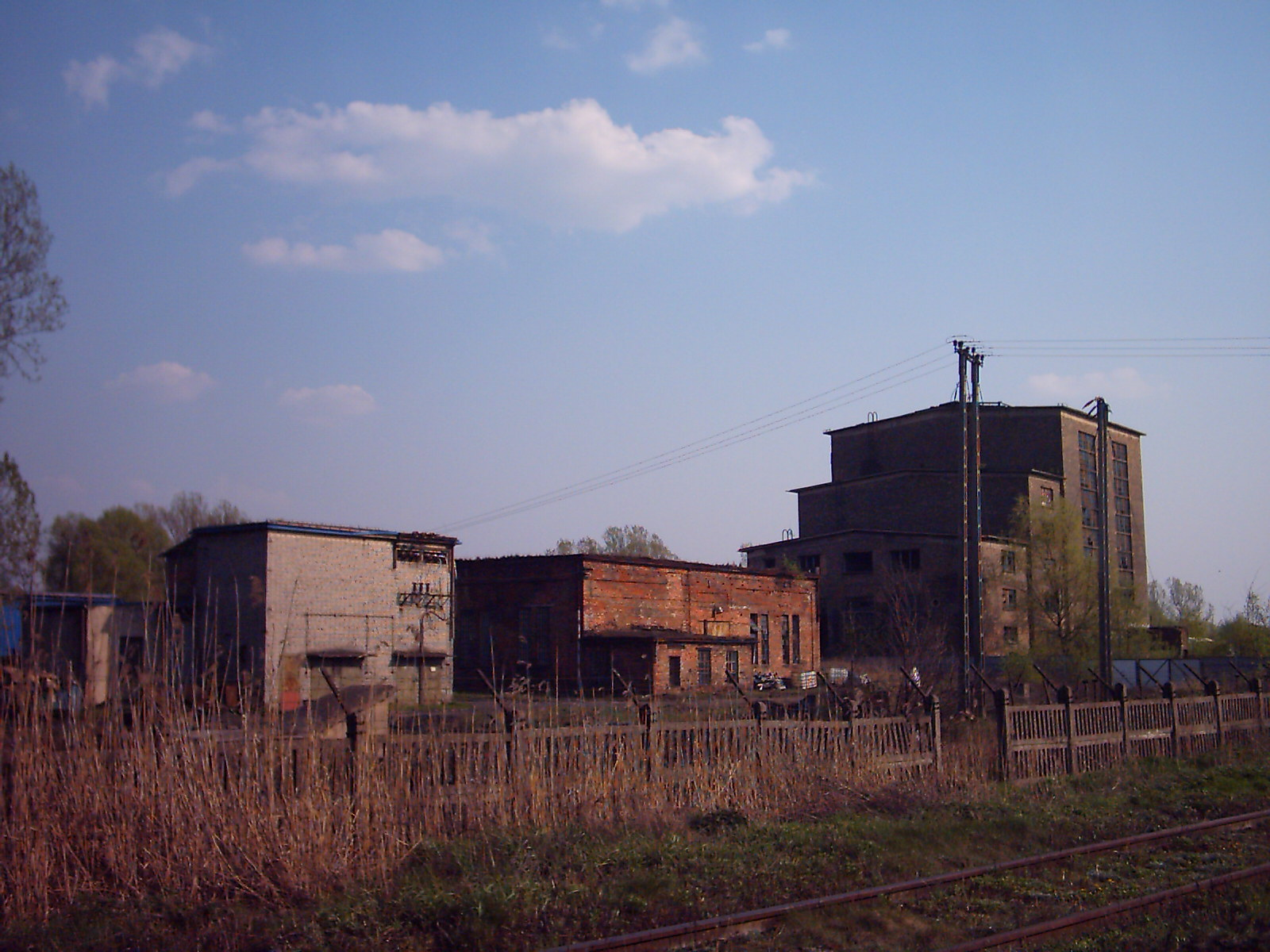
Zakład Nr 3 w Hajnówce

Gryfskand – polski producent węgla drzewnego i brykietów, węgla aktywnego i biopaliw z główną siedzibą w Gryfinie. Gryfskand posiada cztery zakłady produkcyjne w Polsce (dwa znajdują się w Gryfinie, po jednym w Hajnówce i Ińsku) i jeden na Ukrainie (Svaljava). Firma rozpoczęła produkcję już w 1905 roku, a w latach powojennych działała jako Fabryka Suchej Destylacji Drewna. Gryfskand to jeden z największych producentów węgla drzewnego i brykietów węgla drzewnego na rynek konsumencki na świecie.

## Produkty
Gryfskand produkuje zasadniczo produkty do grillowania: węgiel drzewny i brykiet węgla drzewnego (w charakterystycznych żółtych opakowaniach), jednorazowe zestawy do grillowania, podpałki, paliwa stałe i ciekłe, zapałki. Węgiel i brykiet produkowany jest w czterech zakładach produkcyjnych. Ponadto w Zakładzie nr 3 w Hajnówce firma wytwarza węgiel aktywny dla potrzeb przemysłu farmaceutycznego, oczyszczalni wody oraz wojska. Od 2003 r. Gryfskand produkuje bio-pelety ze sprasowanych trocin w Zakładzie nr 4 w Ińsku. Firma w produkcji wykorzystuje drewno pochodzące z lasów zarządzanych w sposób odpowiedzialny, oznaczone Certyfikatem FSC® (Forest Stewardship Council®).